# Prenolepis imparis

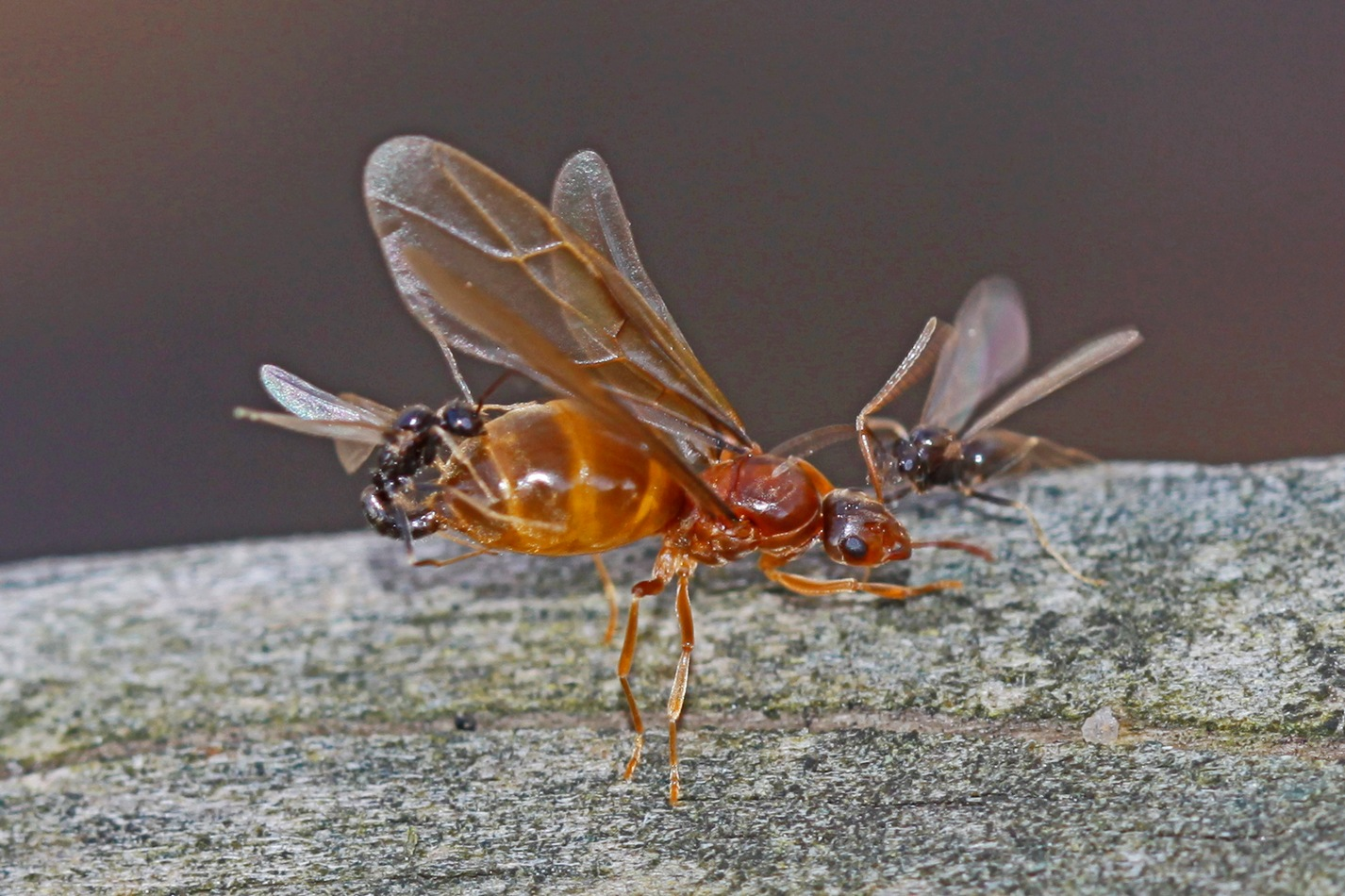
Спаривающиеся самка и самец

Prenolepis imparis (лат.) — вид муравьёв из подсемейства Formicinae, включающий мелких по размеру и как правило земляных насекомых.

## Распространение
Северная Америка: Канада, Мексика, США и другие.

## Описание
Рабочие и самцы имеют длину 3—4 мм (матка крупнее, от 7,5 до  8,5 5 мм), основная окраска тёмно-коричневая (самцы до чёрного).  Заднегрудка округлая без проподеальных шипиков. Усики длинные, у самок и рабочих 12-члениковые (у самцов усики состоят из 13 сегментов). Жвалы рабочих с 5-7 зубцами. Нижнечелюстные щупики 6-члениковые, нижнегубные щупики состоят из 4 сегментов. Голени средних и задних ног с апикальными шпорами. Стебелёк между грудкой и брюшком состоит из одного сегмента (петиоль).

## Классификация
Вид был впервые описан в 1836 году американским энтомологом Томасом Сэем по двум спаривающимся особям (самке и самцу) из США, а в 2016 году его валидный статус подтверждён в ходе ревизии, проведённой американскими мирмекологами Jason L. Williams (Entomology & Nematology Department, University of Florida, Gainesville, Флорида, США) и John S. LaPolla (Department of Biological Sciences, Towson University, Таусон, Мэриленд, США).

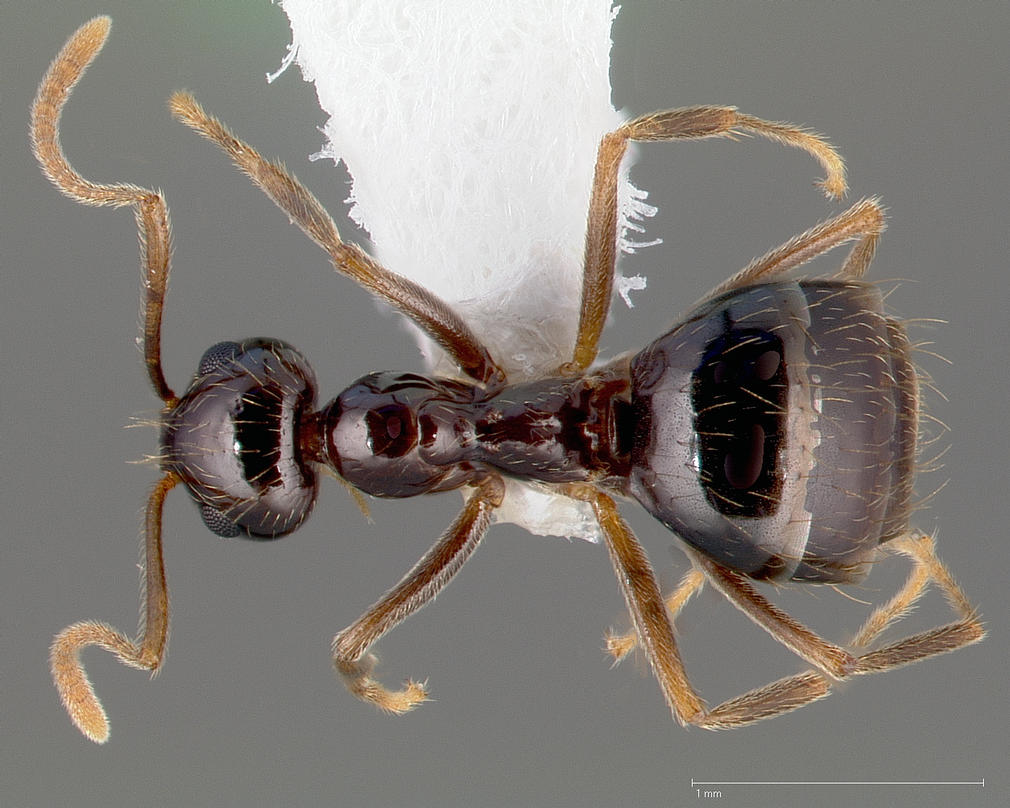
Рабочий
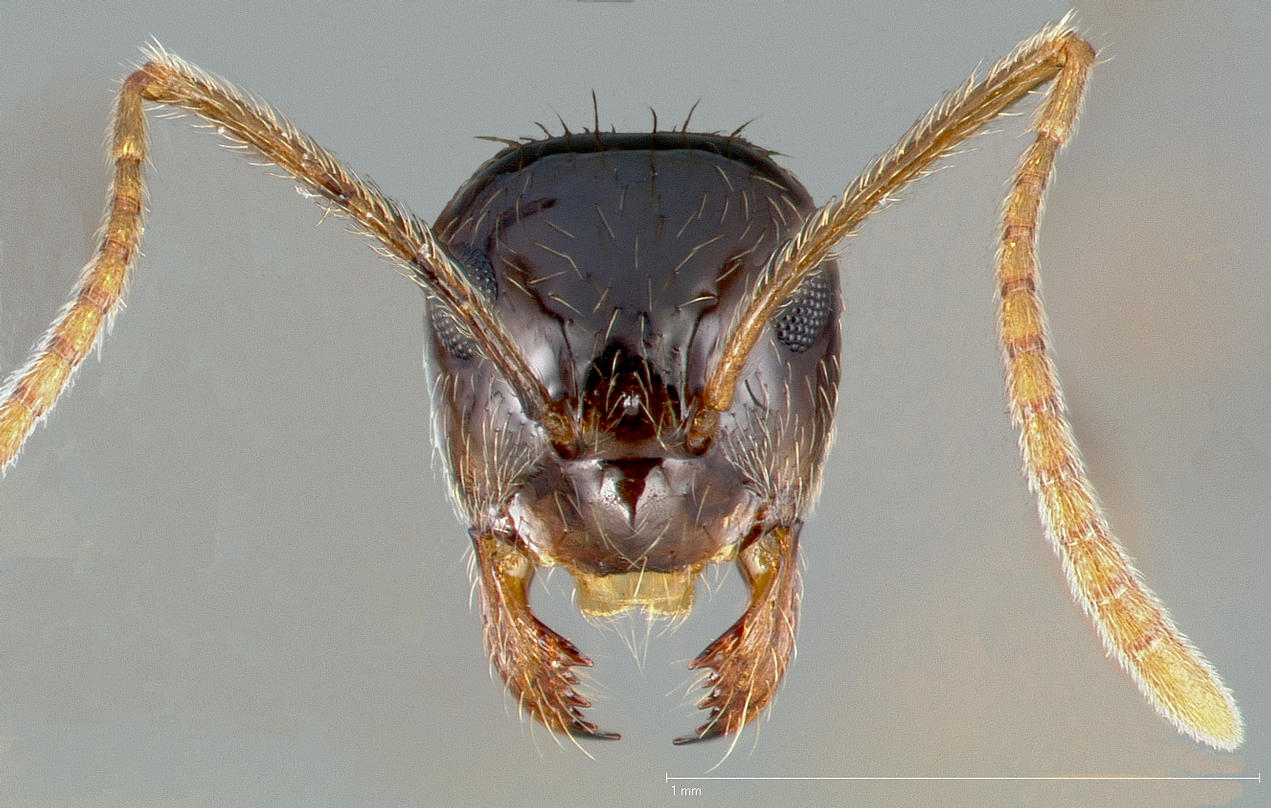
Рабочий
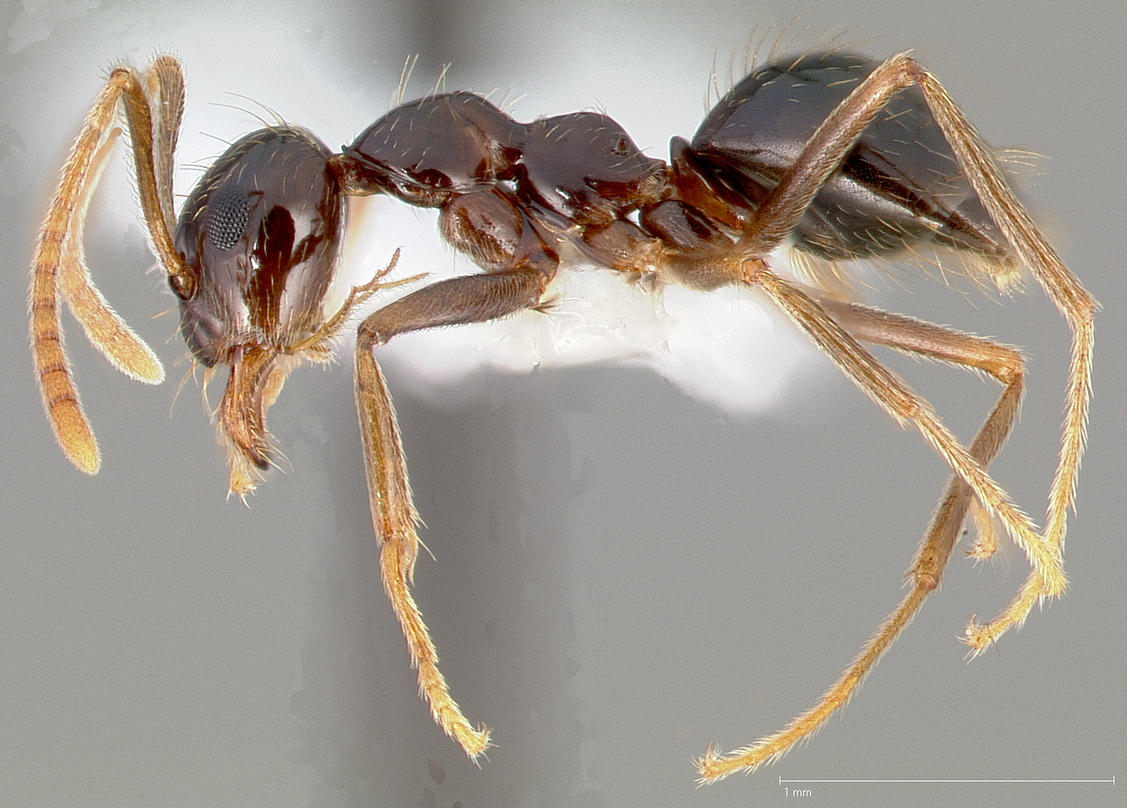
Рабочий
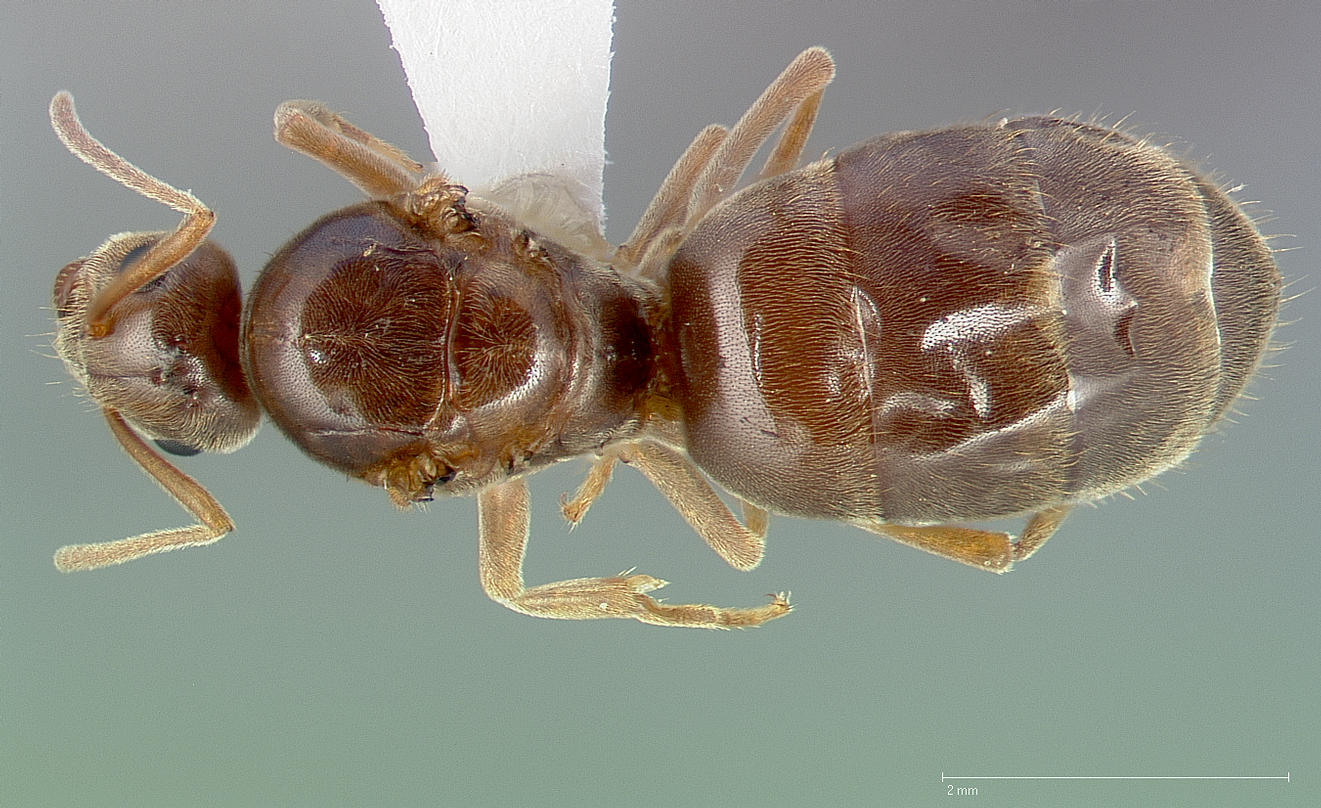
Самка
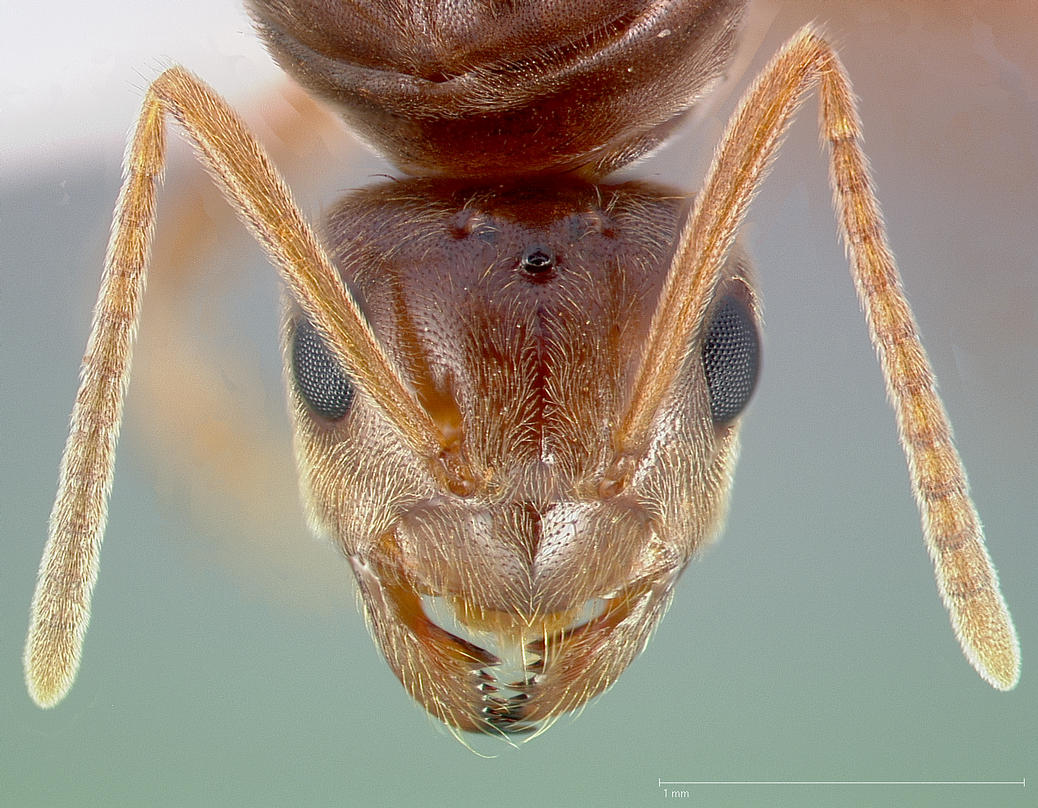
Самка
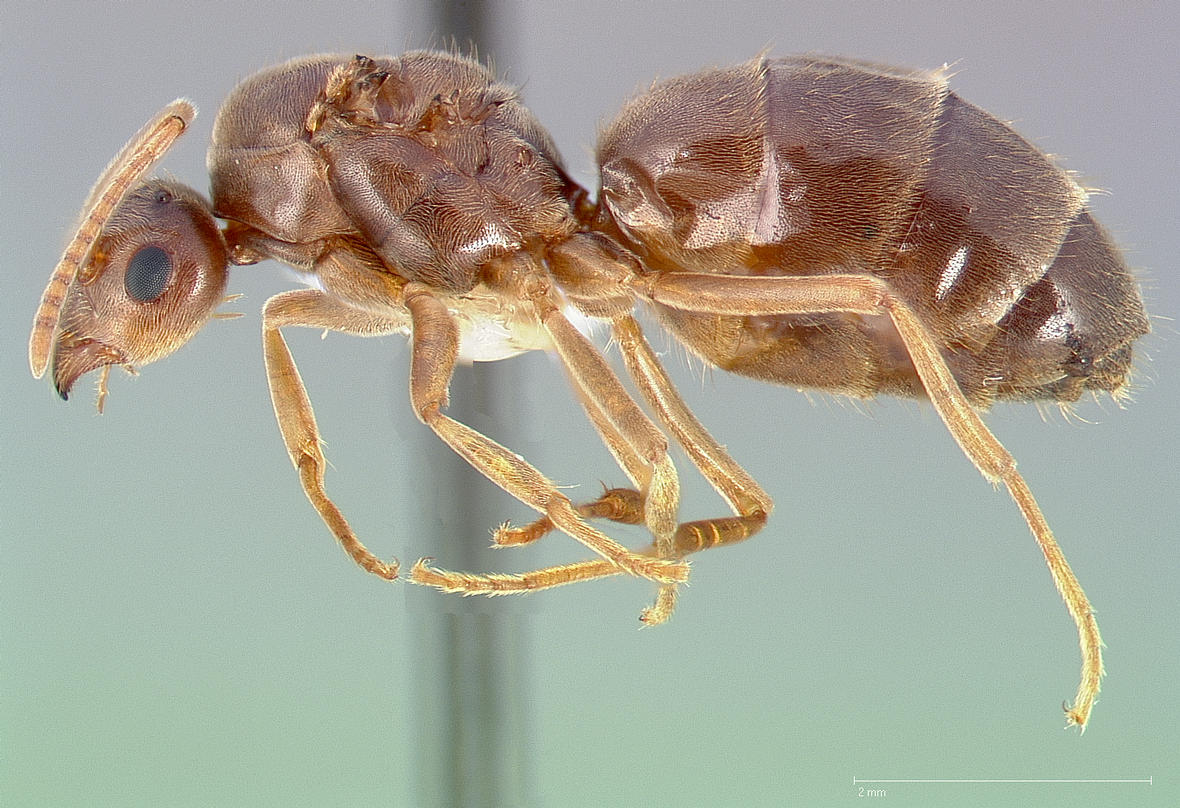
Самка
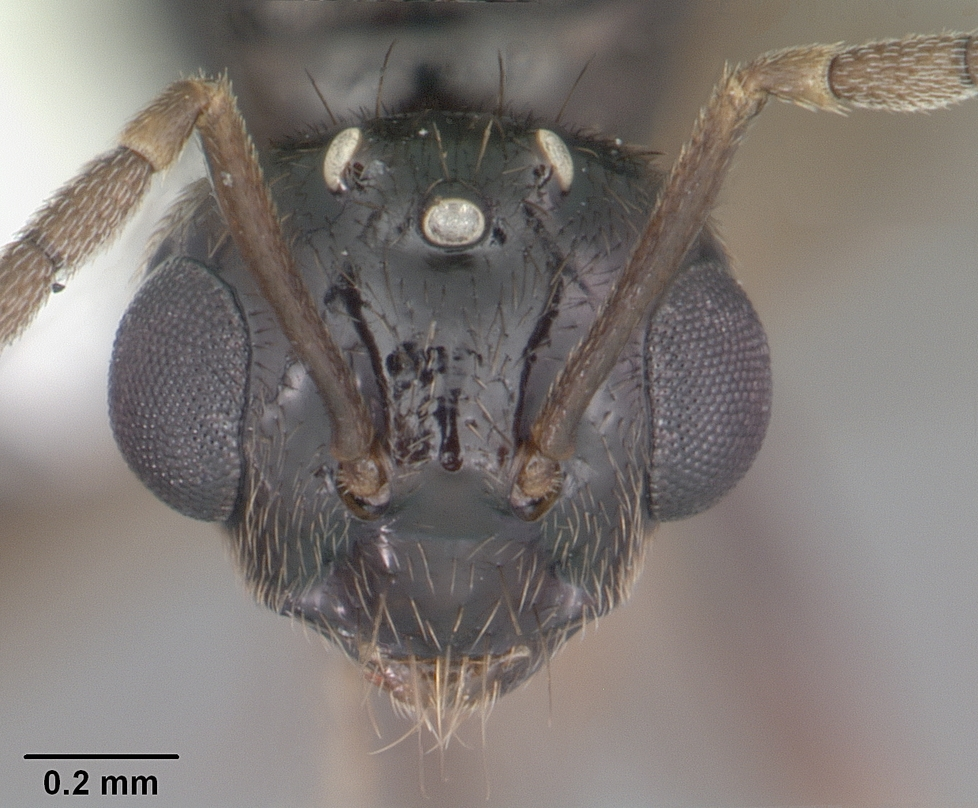
Самец
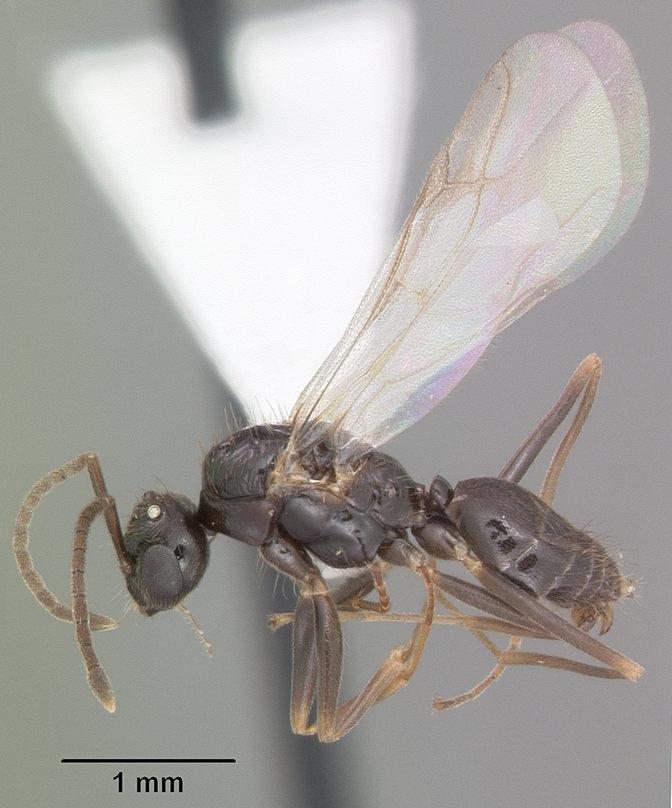
Самец